# 奥英樹
奥 英樹（おく ひでき、3月15日 - ）は、日本の漫画家、大阪総合デザイン専門学校出身。以前は桜樹英樹（おうき ひでき）名義で活動していた。

## 受賞歴
- 機鳥〜The Machine Bird-KITORI-〜（まんがカレッジ 2003年12・1月期 努力賞）※19歳時、桜樹英樹名義

## 作品

### 連載
- アップセット15（週刊少年サンデー超2009年12月号 - 2011年12月号、全5巻）
- 木倉さんと三人三脚（週刊少年サンデーS2014年6月号 - 2015年8月号、全3巻）
- ミリモス・サーガ―末弟王子の転生戦記（原作：中文字、キャラクター原案：岩崎美奈子、マンガBANG!2020年10月28日 - 、既刊1巻）

### 読切
- Concertino in Rain（週刊少年サンデー超2006年11月25日号）
- カットマン・ブルース（週刊少年サンデー超2007年9月25日号）
- もっとび!（週刊少年サンデー超2008年5月24日号）
- フリューゲル（少年サンデー特別増刊R2008年8月24日号）
- 劇場版MAJOR メジャー 友情の一球（原作：満田拓也、脚本：土屋理敬、別冊コロコロコミック2008年12月号、2009年2月号、全1巻）